# Toshihiro Yoshimura
Toshihiro Yoshimura (吉村 寿洋 Yoshimura Toshihiro?, nacido el 28 de junio de 1971 en Shizuoka) es un exfutbolista japonés. Jugaba de defensa y su último club fue el Oita Trinita de Japón.

## Trayectoria

### Clubes
| Club         | País  | Año         |
| ------------ | ----- | ----------- |
| Júbilo Iwata | Japón | 1990 - 1994 |
| Vissel Kobe  | Japón | 1995 - 1997 |
| Oita Trinita | Japón | 1998 - 2001 |